# بولدن
بولدن (انگلیسی: Bolden) یک فیلم زندگی‌نامه‌ای و درام آمریکایی محصول سال ۲۰۱۹ که بر اساس زندگی بادی بولدن (۱۸۷۷–۱۹۳۱) ساخته شده‌است. بولدن که یکی از چهره‌های مهم تاریخ موسیقی جاز است، هیچ اثر ضبط شده‌ای باقی نگذاشته‌است، او در سال ۱۹۰۷ در سن ۳۰ سالگی به آسایشگاه جنون ایالت لوئیزیانا سپرده شد، و پس از تشخیص روان‌پریشی حاد الکلی، بقیه عمر خود را در آنجا گذراند.
بولدن در ۳ می ۲۰۱۹ توسط آبراموراما در سینماها اکران شد.

## خلاصه داستان
روایتی افسانه‌ای از زندگی بادی بولدن، اولین پادشاه کورنت نیواورلئان.

## بازخوردها
در وب‌سایت جمع‌آوری نقد راتن تومیتوز این فیلم بر اساس ۱۰ نقد، ۷۰ درصد تاییدیه دارد، با میانگین امتیاز ۷٫۵ از ۱۰ را دارد. در متاکریتیک، فیلم بر اساس ۱۰ منتقد، میانگین وزنی امتیاز ۵۰ از ۱۰۰ را دارد که نشان‌دهنده «بررسی‌های مختلط یا متوسط» است.